# روبرت ماكناب
روبرت ماكناب (بالإنجليزية: Robert McNab)‏ هو فلاح ومؤرخ ومحامي وسياسي نيوزلندي، ولد في 1 أكتوبر 1864، وتوفي في 3 فبراير 1917. انتخب وزير العدل ‏ (12 أغسطس 1915 – 20 فبراير 1917) وانتخب عضو مجلس النواب النيوزيلندي.